# Raïon de Dobrouch
Le raïon de Dobrouch (en biélorusse : Добрушскі раён, Dobrouchski raïon ; en russe : Добрушский район, Dobrouchski raïon) est une subdivision de la voblast de Homiel ou Gomel, en Biélorussie. Son centre administratif est la ville de Dobrouch.

## Géographie
Le raïon est situé dans l'est de la voblast, à la frontière de la Russie et de l'Ukraine, et couvre une superficie de 1 440 km2. Il est arrosé par la rivière Ipout. Le raïon de Dobrouch est limité au nord par le raion de Vetka, à l'est par la Russie (oblast de Briansk, raions de Klimovo et de Novozybkov), au sud par l'Ukraine (oblast de Tchernihiv, raïon de Horodnia) et à l'ouest par le raion de Gomel.
L'enclave russe de Sankovo-Medvejie (454 ha, abandonnée depuis 1986) est située à l'est du raïon, à 800 m de la frontière russe.

## Histoire
Le raïon de Dobrouch a été fondé en décembre 1926, puis supprimé le 4 août 1927. Il a été rétabli le 12 février 1935.

## Population

### Démographie
La population du raïon s'élevait à 40 632 habitants en 2009. Il a particulièrement souffert à la suite de l'explosion du réacteur de la centrale nucléaire de Tchernobyl, le 26 avril 1986 et plusieurs villages ont dû être abandonnés. La commune urbaine de Terekhova (2 100 habitants en 2006) est située dans le raïon, au sud-est de Dobrouch.
Les résultats des recensements de la population (*) font apparaître une baisse presque continue de la population depuis 1959. Ce déclin s'est accéléré dans les premières années du XXIe siècle :
| 1959*  | 1970*  | 1979*  | 1989*  | 1999*  | 2009*  |
| ------ | ------ | ------ | ------ | ------ | ------ |
| 69 107 | 65 082 | 58 513 | 53 639 | 47 113 | 40 632 |

### Nationalités
Selon les résultats du recensement de 2009, la population du raïon se composait de trois nationalités principales :
- 90,38 % de Biélorusses ;
- 7,26 % de Russes ;
- 1,47 % d'Ukrainiens.

### Langues
En 2009, la langue maternelle était le biélorusse pour 41,9 % des habitants et le russe pour 55,8 %. Le biélorusse était parlé à la maison par 15,7 % de la population et le russe par 78,6 %.